# جوب تير بورغ
جوب تير بورغ (بالهولندية: Job ter Burg)‏ هو مونتير هولندي، ولد في 13 سبتمبر 1972 في Maarn ‏ في هولندا.

## وصلات خارجية
- جوب تير بورغ على موقع IMDb (الإنجليزية)
- جوب تير بورغ على موقع قاعدة بيانات الأفلام العربية
- جوب تير بورغ على موقع ألو سيني (الفرنسية)
- جوب تير بورغ على موقع أول موفي (الإنجليزية)
- جوب تير بورغ على موقع أول موفي (الإنجليزية)
- جوب تير بورغ على موقع قاعدة بيانات الأفلام السويدية (السويدية)
- جوب تير بورغ على موقع قاعدة بيانات الفيلم (الإنجليزية)
- جوب تير بورغ على موقع كينوبويسك (الروسية)